# Andy Wickett
Andrew Wickett, connu sous le pseudonyme de Fane, né à Birmingham le 16 mars 1961, est un auteur-compositeur-interprète et musicien. Il est principalement connu pour être le chanteur du groupe Duran Duran de 1979 et qu'il a abandonné en 1980 pour fonder les groupes rock TV Eye en 1976 et World Service en 1988.